# Horizons 2
Horizons 2 ist ein geostationärer Kommunikationssatellit, der durch ein Joint-Venture zwischen Intelsat und der JSAT Corporation (Japan) auf Basis des STAR-Busses gebaut wurde. Er ist der Nachfolger von Horizons 1. 

## Geschichte
Horizons 1 wurde am 21. Dezember 2007 zusammen mit RASCOM-QAF 1 durch eine Ariane-5-Trägerrakete ins All gebracht und soll an der Position 74° West stationiert werden. Er soll helfen, den Kommunikationsbedarf (Rundfunk, HDTV, IP-Verkehr) für die USA und Teile der Karibik und Kanada zu decken. Dazu ist er mit Transpondern im Ku-Band ausgerüstet, die mit 16 redundanten 22-for-16 und vier 6-for-4 TWTAs ausgerüstet sind. Zwei 2,3 Meter Antennen dienen dem Aussenden der Signale.